# Весели свет
Весели свет је новосадски илустровани часопис, еротског и литерарног карактера.